# Urica (paroisse civile)
Urica est l'une des quatre divisions territoriales et statistiques dont l'une des trois paroisses civiles de la municipalité de Pedro María Freites dans l'État d'Anzoátegui au Venezuela. Sa capitale est Urica.

## Géographie

### Démographie
Hormis sa capitale Urica, la paroisse civile possède plusieurs localités, dont :
- Bajo de la Cruz
- El Amparo
- El Laberinto
- El Rosario
- El Samán
- Guayabal
- La Florida
- Urica